# Linstead Parva
Linstead Parva är en by och en civil parish i distriktet East Suffolk i Suffolk i England. Orten har 132 invånare (2011).